# Fine On The Outside
「Fine On The Outside」は、アメリカ合衆国のシンガーソングライター、プリシラ・アーンが2014年に発表した楽曲。スタジオジブリ制作のアニメーション映画『思い出のマーニー』の主題歌で、アーン名義のスタジオ・アルバム『あなたのことが大すき。』からの先行シングルとしてリリースされ、村松崇継名義のサウンドトラック・アルバム『思い出のマーニー サントラ音楽集』にも収録された。

## 背景
アーンは2013年に三鷹の森ジブリ美術館でクリスマス・コンサートを行い、同館長の中島清文が感銘を受けて、『思い出のマーニー』プロデューサーの西村義明にアーンを推薦したことから、主題歌の制作を依頼された。ただし、本作は書き下ろしの新曲でなくアーンが21歳の時に作った曲で、中学生の頃に抱いた孤独感が描かれており、アーンは『思い出のマーニー』の原作小説を読んだ際、本作の歌詞と主人公アンナの内面に共通点を感じたという。なお、アーンは歌詞を日本語訳することも考えたが、西村は「どうしてもニュアンスが変わってしまう」と考えて、最終的にはジブリ映画としては初の英語詞による主題歌となった。レコーディングはアーン（ボーカル、アコースティック・ギター、キーボード）とオリヴァー・クラウス（チェロ）の2人だけで行われた。
本作はシングルのリリースに先がけて、『思い出のマーニー』に特別協賛したアイフルホームのコマーシャルソングとしてオンエアが開始された。

## 反響・評価
オリコンチャートでは5週トップ200入りし、2014年7月28日に最高109位を記録した。『CDジャーナル』のミニ・レビューでは「シンプルなアコースティック・ギターのリフレインに彼女のトレードマークであるクリアで伸びやかな歌声が映える楽曲を、アトモスフェリックな録音がドリーミーに聴かせる秀作」と評されている。